# Kastanienbrauner Kapuzineraffe
Der Kastanienbraune Kapuzineraffe (Cebus castaneus, Syn.: Cebus olivaceus castaneus) ist eine im nördlichen Südamerika vorkommende Primatenart aus der Gattung der Ungehaubten Kapuzineraffen (Cebus). Das Verbreitungsgebiet umfasst mit Ausnahme der Küstenebenen ganz Suriname und Französisch-Guayana, den Süden von Guyana und ein an die südwestliche Grenze von Guyana anschließendes brasilianisches Gebiet am Rio Branco. Die Grenzen des Verbreitungsgebietes auf brasilianischem Territorium sind nicht genau bekannt.

## Merkmale
Junge Kastanienbraune Kapuzineraffen sind mehr grau als braun gefärbt. Ausgewachsenen Tiere sind überwiegend kastanienfarben bis rotbraun gefärbt. Schultern, Oberarme und der Kopf sind gelblich-weiß. Die für Cebus-Arten charakteristische dunkle, meist dreieckig geformte dunkle Kopfkappe ist nur als schmales Band ausgebildet. Hände und Füße sind schwärzlich. Der Schwanz ist dunkelbraun, wobei die Haare der Schwanzoberseite graue Spitzen haben. Maße liegen nur vom Typusexemplar vor, dessen Geschlecht nicht bekannt ist. Es hat eine Kopf-Rumpf-Länge von 45,5 cm und einen 52,5 cm langen Schwanz.

## Lebensraum und Lebensweise
Der Kastanienbraune Kapuzineraffe scheint weniger anpassungsfähig zu sein als der weiter westlich vorkommende Braune Kapuzineraffe (Cebus olivaceus) und kommt vor allem im ungestörten Innern von hohen Terra-Firma-Wäldern (nicht periodisch überflutete Regenwälder) vor und ist in Lianendickichten, dichten Beständen der Palmengattung Euterpe, Savannen- und Bergwäldern selten bzw. wurde dort niemals gesichtet. Wie der im gleichen Lebensraum vorkommende Rotgesichtklammeraffe (Ateles paniscus) und der Guayana-Rotrückensaki (Chiropotes sagulatus) meidet der Kastanienbraune Kapuzineraffe auch das Schwemmland der Küstenebenen. Der Kastanienbraune Kapuzineraffe ist scheu und selten. Die Affenart lebt in kleinen Gruppen mit einem oder zwei erwachsenen Männchen, mehreren Weibchen und ihren Jungtieren. Bei der Nahrungssuche können sich die Gruppen in kleinere Untergruppen teilen, die sich bis zu 150 Metern voneinander entfernen.

## Systematik
Der Kastanienbraune Kapuzineraffe wurde 1851 durch den französischen Zoologen Isidore Geoffroy Saint-Hilaire erstbeschrieben. Er galt lange Zeit als Unterart des Braunen Kapuzineraffen (C. olivaceus). Der französische Primatologe Jean Boubli und seine Mitarbeiter stellten in ihrer 2012 veröffentlichen genetischen Untersuchung über die Verwandtschaftsbeziehungen der Cebus-Arten fest, dass sich Cebus castaneus schon vor etwa 700.000 Jahren von Cebus olivaceus getrennt hat. Die IUCN (Internationale Union zur Bewahrung der Natur) listet den Kastanienbraunen Kapuzineraffen seit 2021 als eigenständige Art.

## Gefährdung
Der Kastanienbraune Kapuzineraffe wird von der IUCN als ungefährdet eingestuft.

## Belege
1. 1 2 3 4  Mittermeier, R.A., Boubli, J.P., Lynch Alfaro, J.W. & Laroque, P.O. 2021. Cebus castaneus (amended version of 2018 assessment). The IUCN Red List of Threatened Species 2021: e.T43941A191707135. doi: 10.2305/IUCN.UK.2021-1.RLTS.T43941A191707135.en. Zugriff am 7. August 2022.
2. 1 2 3  Anthony B. Rylands, Russell A. Mittermeier, Bruna M. Bezerra, Fernanda P. Paim & Helder L. Queiroz: Family Cebidae (Squirrel Monkeys and Capuchins). Seiten 409 bis 410 in Russell A. Mittermeier, Anthony B. Rylands & Don E. Wilson: Handbook of the Mammals of the World: – Volume 3. Primates. Lynx Editions, 2013 ISBN 978-8-496-55389-7
3. ↑  Isidore Geoffroy Saint-Hilaire: Catalogue méthodique de la collection des mamifères, de la collection des oiseaux et des collections annexes. Gide & Baudry, Paris 1851. doi: 10.5962/bhl.title.137675
4. ↑  Boubli, Jean P.; Rylands, Anthony B.; Farias, Izeni P.; Alfaro, Michael E.; Alfaro, Jessica Lynch (2012). Cebus Phylogenetic Relationships: A Preliminary Reassessment of the Diversity of the Untufted Capuchin Monkeys. American Journal of Primatology. 74 (4): 381–393. doi: 10.1002/ajp.21998. ISSN 1098-2345